# Cuajilotes
Cuajilotes es una congregación del municipio de Santiago Yosondúa, ubicado en el distrito de Tlaxiaco, el cual forma parte de la región mixteca del estado mexicano de Oaxaca.

## Geografía
La localidad se ubica a 12.2 kilómetros (en dirección norte) de la localidad de Santiago Yosondúa, la cabecera y lugar más poblado del municipio. Se sitúa en las coordenadas geográficas 16°51′05″N 97°31′31″O / 16.851389, -97.525278, a una elevación de 1,275 metros sobre el nivel del mar.

## Demografía
Según el Conteo de Población y Vivienda 2020, efectuado por el Instituto Nacional de Estadística y Geografía, la localidad tiene 323 habitantes, de los cuales 150 son del sexo masculino y 173 del sexo femenino. Su tasa de fecundidad es de 3.64 hijos por mujer y tiene 75 viviendas particulares habitadas.
| Gráfica de evolución demográfica de Cuajilotes entre 1950 y 2020 |
|                                                                  |
| INEGI.                                                           |